# Germ
Germ är en kommun i departementet Hautes-Pyrénées i regionen Occitanien i sydvästra Frankrike. Kommunen ligger i kantonen Bordères-Louron som tillhör arrondissementet Bagnères-de-Bigorre. År 2022 hade Germ 33 invånare.

## Befolkningsutveckling
Antalet invånare i kommunen Germ
| Referens: INSEE |